# Lucas Niggli

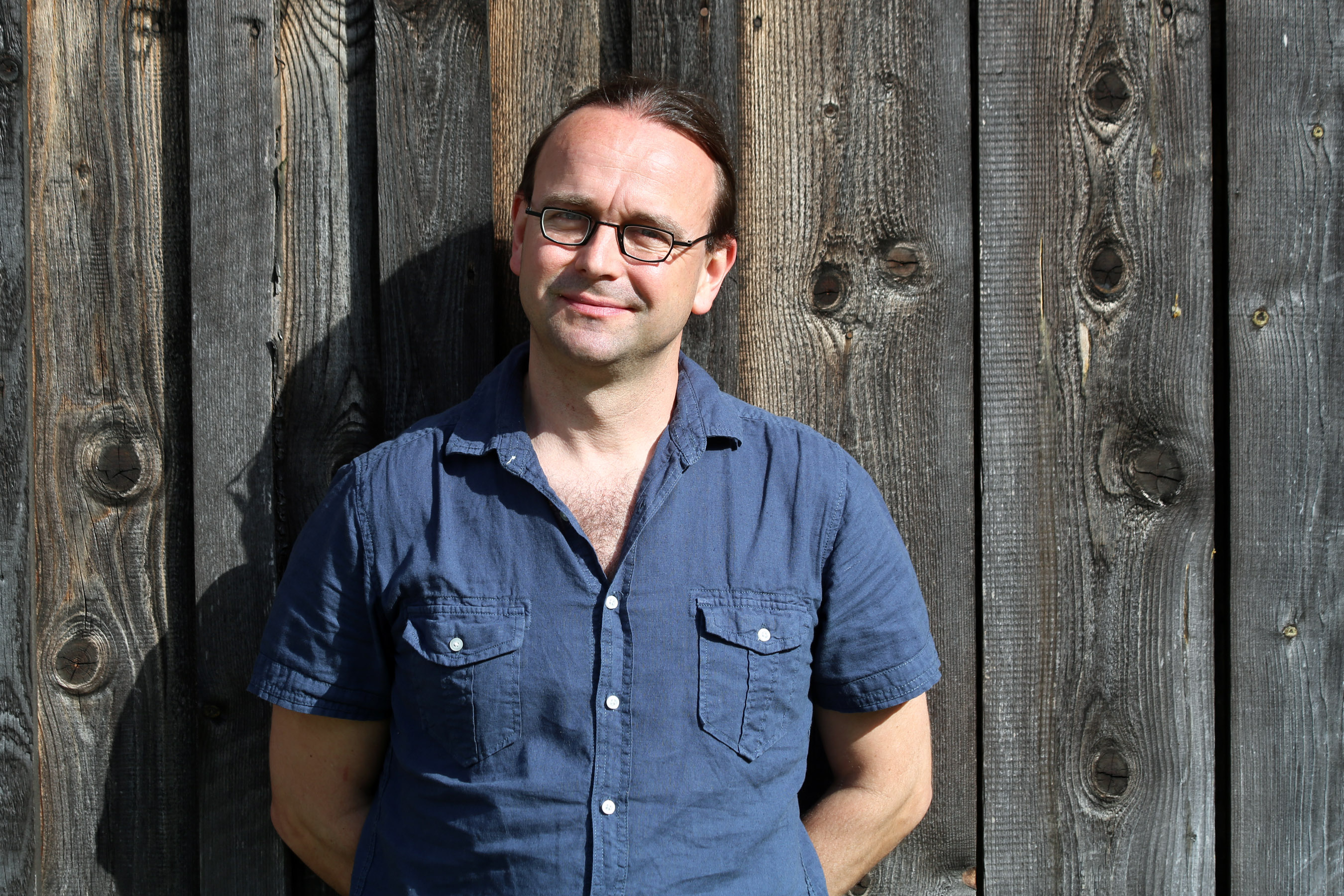
Lucas Niggli (2013)

Lucas Niggli (* 1968 in Kamerun) ist ein Schweizer Schlagzeuger (Jazz und Neue Improvisationsmusik) und Komponist.

## Werdegang
Niggli wuchs die ersten sechs Jahre seines Lebens in Kamerun auf, danach in der Schweiz. Er lebt heute mit seiner Frau, Annette Meier, in Zürich und ist Vater zweier Söhne und einer Tochter. Seine Affinität zur Musik, insbesondere zu Schlaginstrumenten, entdeckte Lucas Niggli sehr früh in seiner Kindheit. 1979 begann er, Schlagzeugunterricht zu nehmen. Bereits in einer Schülergruppe unter der Leitung von Matthias Bruppacher kam es zur Begegnung mit Neuer Musik. Nach dem Schulabschluss begann er eine Ausbildung an der Jazzschule St. Gallen, die er dann mit Privatstudien bei Pierre Favre fortsetzte. Seminare und Workshops in Sinea und Darmstadt sowie Masterclasses bei Baby Sommer und Robyn Schulkowsky waren Stationen des vorwiegend autodidaktisch studierenden jungen Musikers. Nigglis Spiel ist aber auch von vielen  Schlagzeugern geprägt wie Tony Williams, Jack De Johnette, Joey Baron, Terry Bozzio.
Erste Konzerterfahrungen machte Niggli in Jazz- und Rockformationen sowie als Mitglied des Schweizer Jugend-Sinfonie-Orchesters. Zwischen 1995 und 1998 übernahm er die Geschäftsführung des Labels Unit Records und war Präsident des Schweizer Musik Syndikats (Schweizerischer Berufsverband der Jazz- und Improvisationsmusikerinnen).

## Wirken

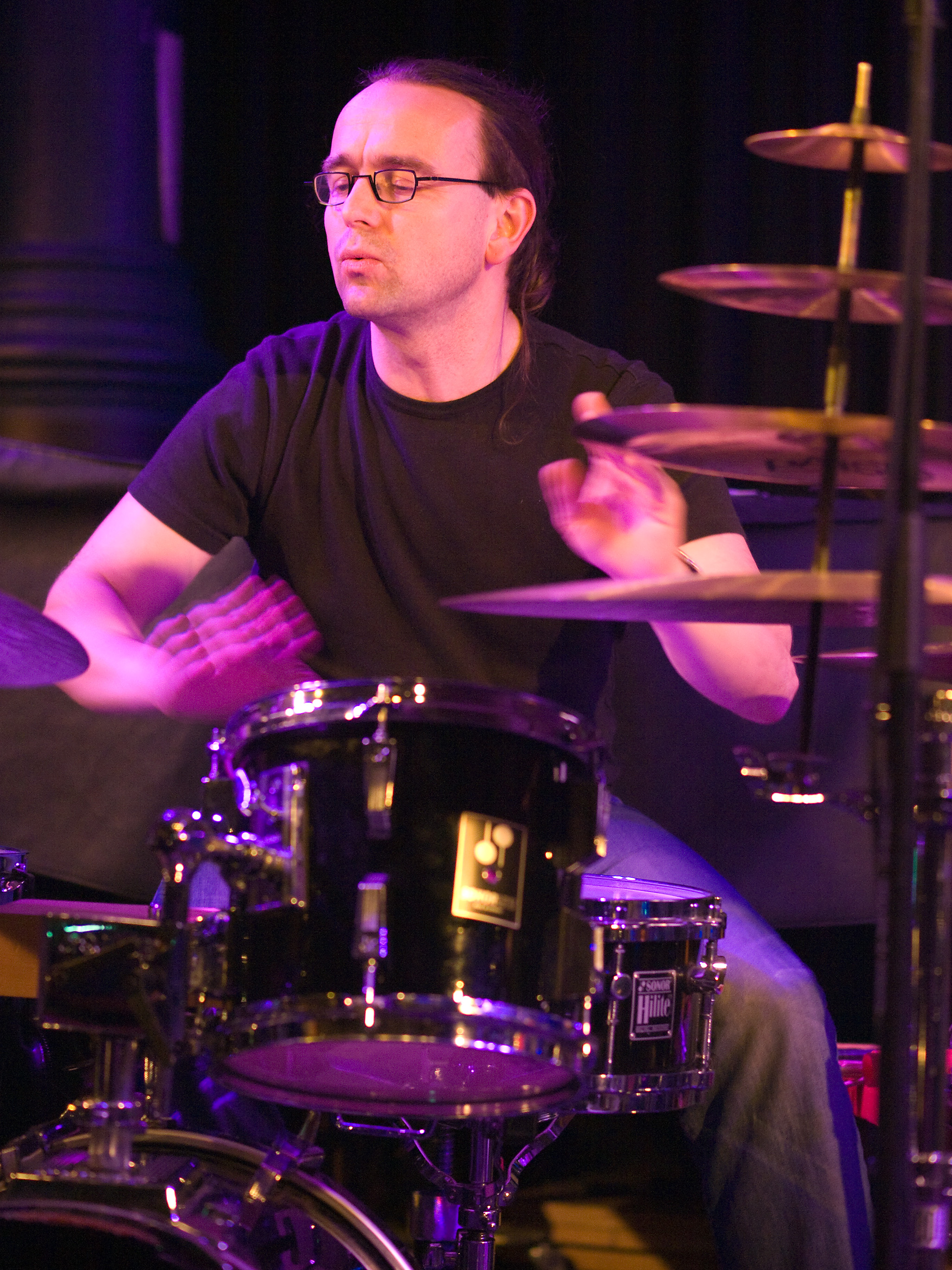
Lucas Niggli (2010)

Von 1987 bis 1995 spielte er bei der experimentellen New-Jazz-Formation Kieloor Entartet. In dieser Zeit initiierte er die Grossformationen ENAO 1991 und 1993 und nahm mit Sainkho Namtchylak auf. Seit 1994 war er an unterschiedlichen Bandprojekten Pierre Favres vom Duo bis zum Oktett beteiligt. 1995 gründete er mit Dominik Blum und Marino Pliakas Steamboat Switzerland, die auf den Donaueschinger Musiktagen ebenso auftraten wie auf Festivals in Oslo, Maerz Musik Berlin oder Huddersfield, aber auch in Clubs in ganz Europa, Russland, China und Nordamerika. Mit seinem Trio Zoom mit Nils Wogram und Philipp Schaufelberger trat er auf dem Moers Festival ebenso auf wie in Le Mans, Vancouver, Saalfelden oder Willisau. Mit Claudio Puntin und Peter Herbert wurde das Trio zum Big Zoom-Quintett erweitert (sechs CDs). Mit Jacques Demierre und Barry Guy spielte er seit 2002 in einem weiteren Trio. Ausserdem trat er mit Musikern wie Butch Morris, Andrew Cyrille, Trevor Watts, Fred Frith, John Cale, Sylvie Courvoisier, Ikue Mori, Peter Kowald, Samulnori, Xu Fengxia, Tom Cora, Franziska Baumann, Hans Koch, Tenko, Erika Stucky, Urs Leimgruber, Arkady Shilkloper, Michel Doneda, Jean-Louis Matinier, Irène Schweizer, Phil Minton, Susanne Abbuehl, Wu Wei, Michel Portal, Luciano Biondini und Michel Godard auf.
Seit 2006 hat er sein eigenes Schlagzeugquartett: Beat Bag Bohemia mit Kesivan Naidoo, aus Südafrika, Rolando Lamussene aus Mosambik und dem Schweizer Peter Conradin Zumthor. Mit Barry Guy und Paul Plimley spielt er seit einem Debüt auf dem  Vancouver International Jazz Festival 2010 im Hexen Trio. Das mit Andreas Schaerer eingespielte Album Arcanum kam 2014 auf die Bestenliste des Preis der deutschen Schallplattenkritik. 2016 wirkte er mit Barry Guy bei Jürg Wickihalders Album Beyond mit.
Daneben ist Niggli Interpret zeitgenössischer Komponisten wie David Dramm, Michael Wertmüller, Sam Hayden, Felix Profos, Mauricio Kagel, John Cage oder Frederic Rzewski. Ausserdem ist er als Komponist tätig; bisher verfasste er Werke für Chor, Orchester und kleinere Ensembles.

## Diskographische Hinweise
- Hofmann / Niggli Mute Songs & Drumscapes (Creative Works 1993)
- Lucas Niggli & Anna Grichting Border Meetings (Altrisuoni 2000, mit Jean-Jancques Pedretti, Martin Schütz)
- Lucas Niggli Drum Quartet Beat Bag Bohemia (Intakt 2008, mit Rolando Lamussene, Kesivan Naidoo, Peter Conradin Zumthor)
- Big ZOOM Polisation (Intakt 2010, mit Anne La Berge, Nils Wogram, Philipp Schaufelberger, Barry Guy)
- Schaerer Niggli Duo Arcanum (Intakt 2014)
- Keïta – Brönnimann – Niggli Kalo Yele (Intakt 2016)
- Alchemia Garden (Intakt, 2018)
- Play! (Intakt Records, 2023)